# Дювернуа, Фредерик
Фредери́к-Николя́ Дювернуа́ (фр. Frédéric Nicolas Duvernoy; 16 октября 1765, Монбельяр — 19 июля 1838, Париж) — французский валторнист и композитор. Брат кларнетиста Шарля Дювернуа.
Музыкант-самоучка, в 1788 г. поступил в оркестр Театра итальянской комедии в Париже, а в 1790 г. ещё и в духовой оркестр Национальной гвардии. Пользовался покровительством Наполеона, но и после реставрации Бурбонов не утратил расположения властей, играя в оркестре королевской капеллы до 1830 г. Вёл класс валторны в Парижской консерватории со времени её основания, выпустил учебный курс для валторны (фр. Méthode pour le cor; 1802). Автор ряда сочинений для своего инструмента, включая концерты для валторны с оркестром и различные ансамбли (особенно известны трио для трёх валторн и трио для валторны, скрипки и фортепиано).